# 태산로
태산로(Taesan-ro)는 전북특별자치도 임실군 덕치면 회문삼거리에서 정읍시 태인면 피향정사거리 를잇는 전북특별자치도의 도로이다.

## 주요 경유지
전북특별자치도
- 임실군 (덕치면) - 정읍시 (산내면 - 칠보면 - 옹동면 - 태인면)

## 노선
| 이름          | 접속 노선                                         | 소재지        | 소재지        | 비고          |
| 인덕로와 직결 | 인덕로와 직결                                     | 인덕로와 직결 | 인덕로와 직결 | 인덕로와 직결 |
| ------------- | ------------------------------------------------- | ------------- | ------------- | ------------- |
| 회문삼거리    | 국도 제30호선 (강운로)                            | 임실군        | 덕치면        |               |
| 장금터널      |                                                   | 정읍시        | 산내면        | 연장 370m     |
| 장금교        |                                                   | 정읍시        | 산내면        |               |
| 장금 교차로   | 지방도 제729호선                                  | 정읍시        | 산내면        |               |
| 산내교        |                                                   | 정읍시        | 산내면        |               |
| 산내사거리    | 국가지원지방도 제55호선 지방도 제715호선 (청정로) | 정읍시        | 산내면        |               |
| 구절재        |                                                   | 정읍시        | 칠보면        |               |
| 복호삼거리    | 산외로                                            | 정읍시        | 칠보면        |               |
| 칠보교        |                                                   | 정읍시        | 칠보면        |               |
| 시산 교차로   | 국가지원지방도 제49호선                           | 정읍시        | 칠보면        |               |
| 시산삼거리    | 칠보중앙로                                        | 정읍시        | 칠보면        |               |
| 칠보삼거리    | 칠북로                                            | 정읍시        | 칠보면        |               |
| 와우삼거리    | 칠보중앙로                                        | 정읍시        | 칠보면        |               |
| 비봉교        |                                                   | 정읍시        | 옹동면        |               |
| 매당 교차로   |                                                   | 정읍시        | 옹동면        |               |
| 피향정사거리  | 태인로 수학정석길                                 | 정읍시        | 태인면        |               |

## 주요 건물 및 시설
- 산성보건진료소 (태산로 2382/산성리 221-7)